# Площадка 109
Площадка 109/95 — шахтная пусковая установка на космодроме Байконур. Построена для ракет Р-36, позже переделанная под запуски ракет-носителей Днепр.
С 1974 по 1983 год с площадки 109 были запущены девятнадцать МБР Р-36 для испытаний. Впоследствии площадка была адаптирована под программу Днепр, в которой используются модифицированные ракеты Р-36 для вывода спутников на орбиту. «Днепр» совершил первый полет со 109 площадки 21 апреля 1999 года.